# Phoradendron brevifolium
Phoradendron brevifolium är en sandelträdsväxtart som beskrevs av Oliver. Phoradendron brevifolium ingår i släktet Phoradendron och familjen sandelträdsväxter. Inga underarter finns listade i Catalogue of Life.